# バートラム・ブルック
バートラム・ワイルズ・ダイレル・ブルック（Bertram Willes Dayrell Brooke, Tuan Muda of Sarawak、1876年8月8日 - 1965年9月15日）は、サラワク王国の元王太子である。

## 生涯
バートラムは、サラワク王国の第2代ラージャ（白人王）であるチャールズ・ブルックと、その妻のマーガレット・ブルックの次男であり、兄に、後に第3代ラージャとなるヴァイナー・ブルックがいる。
バートラムは、サラワク王国の首都クチンで生まれた後イギリスで育ち、ウィンチェスター・カレッジ、ケンブリッジ大学トリニティ・カレッジを卒業した。大学在学中は同大学のボートクラブの部長を務め、1900年と1901年のザ・ボート・レースに出場した。また、ユニヴァーシティ・ピット・クラブの会員でもあった。第一次世界大戦中は王立騎馬砲兵に所属し、在英サラワク特別弁務官を務めた。
1904年6月28日にグラディス・ミルトン・パーマーと結婚した。グラディスは、イギリスのビスケットメーカーであるハントレー・アンド・パーマーズの経営者初代準男爵ウォルター・パーマーの唯一の子供であり、1910年の父の死に伴いその財産を相続した。グラディスとの間に息子アンソニー・ブルックと3人の娘をもうけた。
1917年に父チャールズが死去したことに伴い兄が第3代ラージャとなったが、兄には男性の子供がいなかったため、バートラムが推定相続人となった。しかし、1937年、ヴァイナーはバートラムの息子のアンソニーを後継者（ラージャ・ムダ）に指名し、バートラムはトゥアン・ムダ（「若き領主」の意味）となった。